# 哈琴公国
哈琴公国是中世纪亚美尼亚的公国，领土位于今阿尔察赫，1214年起哈桑贾拉勒家族开始统治此地，1216年建立甘扎萨尔修道院，成为从伊斯兰化的巴尔达迁徙至此的卡托利科斯的聚居地。